# Oilers de Tulsa
Les Oilers de Tulsa sont une franchise professionnelle de hockey sur glace en Amérique du Nord qui évolue dans l'ECHL. L'équipe est basée à Tulsa dans l'Oklahoma.

## Logo

Logo de 1994 à 1997
Logo de 1997 à 2006
Logo de 2006 à 2013